# Kamikaze (canção de MØ)
"Kamikaze" é uma canção da cantora e compositora dinamarquesa MØ, produzida para o seu segundo álbum de estúdio. A música é uma colaboração entre MØ e Diplo do Major Lazer e também foi co-produzida por Jr. Blender e Boaz van de Beatz. "Kamikaze" foi lançada através da Sony Music Entertainment e estreou na BBC Radio 1 em 14 de outubro de 2015 ás 7:30 da manhã em Annie Mac. Foi lançada mundialmente no dia 15 de outubro. A canção também alcançou o top 40 na Bélgica e Dinamarca.

## Fundo
O rascunho antecedente de "Kamikaze" foi escrito pela confidente de MØ, Mads Kristiansen, em abril de 2015. MØ disse que "se apaixonou" pela música instantaneamente, e imediatamente começou a fazê-la ela própria. MØ então se juntou ao produtor americano Diplo, em Nova Iorque, trabalhando em versões da canção. Em um comunicado à imprensa, MØ elogiou a energia criativa e a afeto que ela contribuiu com Diplo e também analisou o trabalho com ele.
É sobre fazer músicas memoráveis mas, mais do que isso, é sobre fazer música pop que quer empurrar limites ... Eu tenho amado todos os tipos de pop desde que me apaixonei pelas Spice Girls, mas o pop precisa trazer algo novo na mesa, precisa de bolas. E é isso que você trabalha com o Diplo.
Mais tarde o áudio oficial acabou sendo lançado, no dia 14 de outubro, no canal de MØ no Vevo.

## Na cultura popular
A canção foi mostrada no longa-metragem Nerve, inclusive foi incluída na trilha sonora do filme. Tambem é destaque no episódio 1x17 da série de televisão americana Quantico, e no filme Snatched.

## Vídeo da música
O vídeo da música "Kamikaze" foi filmado em Kiev, Ucrânia. Ele também foi filmado e dirigido por Truman & Cooper e produzido por Amalia Rawlings e Corin Taylor. Foi lançado no canal Vevo de MØ no dia 27 de outubro. O Vevo UK afirmou que o vídeo é idêntico ao videoclipe da canção "Bad Girls" da cantora britânica M.I.A.. A revista Billboard fez uma comparação, dizendo: "motos de corridas de arrancada e de andar sobre o que parece ser uma carruagem feita de um sofá velho e um trator" para cenas de Mad Max: Estrada da Fúria. O vídeo da música foi incluído no Pigeons & Planes'' como "Melhores Vídeos de Música do Mês". O vídeo da música também ganhou 1 milhão de visualizações em seus primeiros três dias.

## Recepção
"Kamikaze" foi estreado por Annie Mac como "O registro mais quente do ano". A canção também chegou em #60 no anual Triple J Hottest 100 de 2015.

## Gráfico de desempenho

### Gráficos semanais
| Gráfico (2015-16)                                   | Pico posição |
| --------------------------------------------------- | ------------ |
| Austrália (ARIA)                                    | 91           |
| Bélgica (Ultratop Flandres)                         | 30           |
| Bélgica (Ultratip Valónia)                          | 19           |
| Dinamarca (Tracklisten)                             | 16           |
| Suécia Heatseeker (Sverigetopplistan)               | 12           |
| De Singles do reino UNIDO (Official Charts Company) | 183          |

## Histórico de lançamento
| Região          | Data                  | Formato                | Gravadora |
| --------------- | --------------------- | ---------------------- | --------- |
| Em todo o mundo | 15 de outubro de 2015 | Download Digital       |           |
| Estados Unidos  | 1 de dezembro de 2015 | Contemporary hit radio | RCA       |

## Certificações
| País                                                                        | Certificação | Certificações e vendas |
| --------------------------------------------------------------------------- | ------------ | ---------------------- |
| Dinamarca (IFPI Denmark)                                                    | Platina      | 60,000^                |
| Polônia (ZPAV)                                                              | Ouro         | 10,000^                |
| ^apenas com base na certificação ‡vendas+streaming com base na certificação |              |                        |